# Seneca County, Ohio
Seneca County är ett administrativt område i delstaten Ohio, USA, med 56 745 invånare. Den administrativa huvudorten (county seat) är Tiffin. 

## Geografi
Enligt United States Census Bureau har countyt en total area på 1 431 km². 1 426 km² av den arean är land och 5 km² är vatten.      

### Angränsande countyn
- Sandusky County - norr
- Huron County - öst
- Crawford County - sydost
- Wyandot County - sydväst
- Hancock County - väst
- Wood County - nordväst

### Städer och samhällen
- Attica
- Bettsville
- Bloomville
- Fostoria (delvis i Hancock County, delvis i Wood County)
- Green Springs (delvis i Sandusky County)
- New Riegel
- Republic
- Tiffin (huvudort)